# バーミングハム刑務所からの手紙
- バーミングハム刑務所からの手紙
- バーミンガム刑務所からの手紙

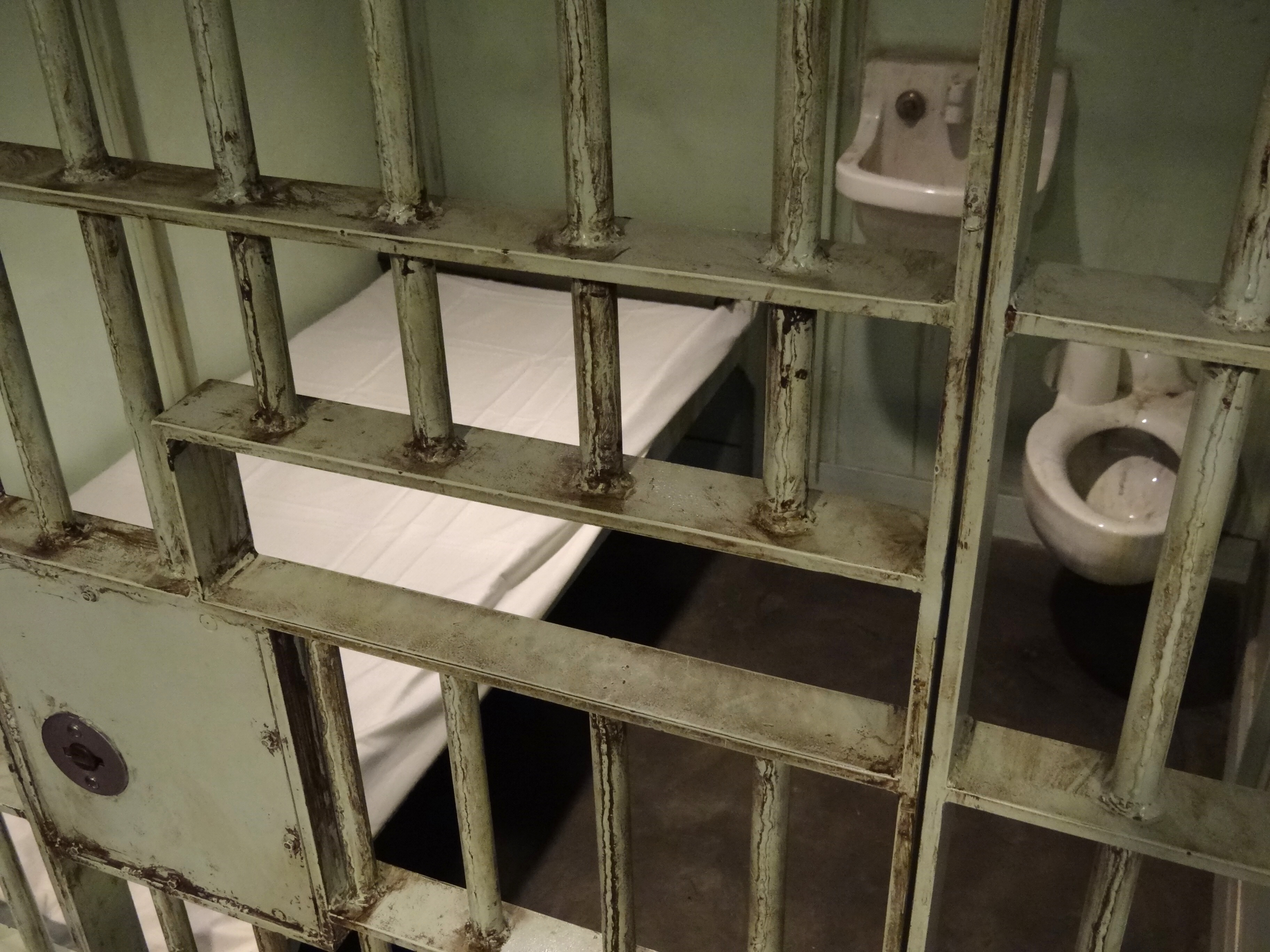
マーティン・ルーサー・キング・ジュニアが収容されたバーミングハム刑務所の独房を再現したもの（国立公民権博物館）

『バーミングハム刑務所からの手紙』（ばーみんぐはむけいむしょからのてがみ）とは、1963年4月16日にマーティン・ルーサー・キング・ジュニア（以下、キング牧師）によって記された公開書簡である。別名として『黒人はあなたの兄弟である』（The Negro Is Your Brother）がある。

## 概要
この書簡では、人々は裁判を通じて正義が訪れるのをいつまでも待つのではなく、不正な法律を破り、直接行動を起こす道義的責任を負っている、と主張している。キング牧師は活動家たちが「アウトサイダー」と呼ばれることに対して、「どこであれ不正は、どこであれ正義に対する脅威である。」と反論している。
同年に行われたバーミングハム運動で『団結の呼びかけ』に応えて書かれたこの手紙は広く公開され、アメリカにおける公民権運動の重要なテキストとなった。この公開書簡は「現代の政治犯が書いた最も重要な歴史的文書の一つ」と評され 、市民的不服従を示す古典的な文書と見なされている。

## 背景
バーミングハム運動は、1963年4月3日にアラバマ州バーミングハムで行われた人種差別と人種隔離に反対するデモ行進と座り込み運動が始まった。この非暴力運動は、「人権擁護のためのアラバマ・キリスト教運動（Alabama Christian Movement for Civil Rights）」（以下、ACMHR）とキング牧師率いる「南部キリスト教指導者会議（Southern Christian Leadership Conference）」（以下、SCLC）によって企画されたものである。同年4月10日には、W・A・ジェンキンス・ジュニア巡回裁判官は、"行進、デモ、ボイコット、不法侵入、ピケ "などの全面禁止令を出していたが、公民権運動の指導者たちは、この裁判所命令に従わないことを表明していた。4月12日、キング牧師はSCLCの活動家ラルフ・アバナシー、ACMHRとSCLCの幹部フレッド・シャトルズワース、その他の行進者と共に逮捕され、聖金曜日に着飾った何千人ものアフリカ系アメリカ人がその逮捕を見守るなか、彼らは協調行進をし続けた。
バーミングハム刑務所に投獄されたキング牧師は、非常に過酷な状況に置かれていた。そんな中で支援者が4月12日付の新聞を隠れて差し入れてくれた。その新聞には、アラバマ州の白人聖職者8名がキング牧師およびその公民権運動の手法に反対する声明文『団結を求める声（”A Call for Unity"）』が掲載されていた。この声明文にキング牧師は刺激され、彼は新聞に掲載された声明文に対する返答する公開書簡を書き始めた。キング牧師は自身の著書『Why We Can't Wait』の中で、「私が刑務所にいる間にこの声明が掲載された新聞の余白に書き始め、親切な黒人の支援者がくれた便箋の切れ端に反論文をしたため、最終的には私の弁護士が差し入れてくれたレターパッドに纏めました。」と記述している。全米自動車労働組合の会長であるウォルター・ロイターは、キング牧師と他の投獄された支援者を救済するために16万ドルを用意していた。

## 内容

### 全体の概要
1963年4月16日付で記されたキング牧師の手紙は、『団結を求める声』で聖職者たちから指摘されたいくつかの批判に回答するものであり、『団結を求める声』では社会的不公正の存在には同意するものの、人種隔離に対する戦いは街頭ではなく、専ら法廷で行われるべきと主張していた。それに対して、牧師であるキング牧師は、宗教的な根拠に基づいて批判に応えた。また、凝り固まった社会制度に挑戦する活動家としては、法的、政治的、歴史的な根拠に基づいて主張を綴り、アフリカ系アメリカ人として自分自身を含む黒人に対する国の抑圧を訴えた。そして、演説家としては多くの説得的なテクニックを駆使しており、聴衆の心をつかむに至った。この公開書簡は、バーミングハム運動を含んだ公民権運動の動機や戦術、その目標へ強力に弁護する意味合いもあった。

### アウトサイダー批判への反論
キング牧師は書簡の冒頭で、自身とその仲間の活動家がバーミングハムでトラブルを起こしている「アウトサイダー」であるという批判に対して反論している。キング牧師は、南部全域に多数の関連組織を持つSCLCの指導者としてこの運動に対する責任に言及しており、「バーミングハムには、残忍な警察、不当な裁判、そして多くの"未解決のニグロの家や教会の爆破事件"があり、おそらく全米で最も人種差別の激しい都市であるこの街に、不正義がここにあるから、私は所属する組織から招待されたのです。」として、すべての地域社会と国家は相互に関連しているという信念に触れて書き出している。
「どこであれ不正義は、どこであれ正義に対する脅威である。私たちは運命という一つの絆で結ばれた、相互関係の避けられないネットワークに捕らわれている。一人に直接影響するものは、間接的にすべての人に影響する。アメリカ合衆国の内部に住む者は、その国境内のどこでもアウトサイダーと見なされることはないのだ。」と続いている。また、キング牧師はもし白人が公民権活動家を首尾よく拒絶することに成功すれば、何百万人ものアフリカ系アメリカ人に「黒人民族主義思想に慰めと安心を求めるようになり、その結果恐ろしい人種の悪夢が必然的にもたらされるだろう。」と警告した。

### 公民権運動批判への反論
また、『団結を求める声』でキング牧師らを批判した聖職者たちは、座り込みやデモ行進のような公共の場で行われる運動によって引き起こされる公共の場における緊張を否定していた。キング牧師は、自分と仲間である参加者が、”建設的な緊張”を作り出すために、非暴力的な直接行動を実際に使っていることを認めた。この”建設的な緊張”は、真の公民権は決して達成できないが、それなしに白人の権力構造との有意義な交渉をリードすることに意図したものであった。キング牧師は、過去に公民権運動で失敗した交渉手段を引き合いに出して、アフリカ系アメリカ人コミュニティーには「代替手段がない」と記しており、また「私たちは、自由は決して抑圧者から自発的に与えられるものではなく、抑圧された者が要求しなければならないことをつらい経験を通じて知っている。」とまとめている。
聖職者たちは、公共の場で活動するタイミングについても不服であった。これに対してキング牧師は、SCLCが戦術的な理由で活動を遅らせるという最近の決断は、責任ある行動をとっていることを示していると述べた。彼はまた、「"待て"は、ほとんどいつも "決して無い "を意味してきた。」という歴史上の観点に言及した。アフリカ系アメリカ人は、神から与えられた権利と憲法上の権利を十分に待ったのだと宣言し、キングは「我々の優れた法学者の一人」の言葉を引用して、「あまりにも長く遅れた正義は否定された正義である」と述べた。キング牧師は、自分自身を含む黒人に対する数々の現在進行形の不正を挙げ、「おそらく、隔離の刺すような矢を感じたことのない人たちが、"待て "と言うのは簡単なことだ」と述べました。同様にキング牧師は、白人穏健派が主張する平等な権利への進歩は必然であり、したがって積極的な活動は必要ないとする「時間に関する神話」にも嘆いた。キング牧師は時間が経過するだけで「すべての病気が必然的に治る」と考えるのは「時間に対する悲劇的な誤解」であるとした。進歩には時間がかかるし、献身的な善意ある人々の「たゆまぬ努力」が必要なのだと指摘した。

### 「デモは違法」批判への反論
キング牧師は、デモは違法であるという聖職者たちの主張に対して、市民的不服従は不当な法律に直面したときに正当化されるだけでなく、必要であり、愛国的でさえあると主張した。「答えは、法律には正義と不正義の2種類があるという事実にある。私は真っ先に正義の法律に従うことを提唱する。正義の法律には法的責任だけでなく、道義的責任もある。逆に、不当な法律に従わないという道徳的責任もある。私は聖アウグスティヌスの『不正な法律は法律ではない』という言葉に同意する。」と述べた。
また、上記の主張に対する反論を予期して、彼は再びキリスト教神学者であるトマス・アクィナスを引用して「「永遠の法と自然法」に根ざしていない法は正義ではなく、「人間の人格を高める」法は正義であると言ったのである。隔離は人間の人格を損なうものであり、従って不当である。」と述べ、さらに「私は、良心から不当だと言われた法律を破る個人が、その不当性に対する共同体の良心を呼び起こすために、進んで投獄という刑罰を受け入れることは、現実に法律に対する最高の敬意を表していることになると思う。」と記している。
キング牧師は、マルティン・ブーバーとパウル・ティリッヒの言葉を引用し、何が法律を正しいものとするか、あるいは不正なものとするかについて、「選挙権を持たず、法律の制定や考案に関与しなかった少数派に適用される場合、その法律は不当である」と過去と現在の例を挙げて説明した。そして、法律への服従について「市民には "正当な法律に従う法的責任だけでなく道徳的責任 "があり、また "不当な法律に従わないこと "もある」と述べ、「ある集団と他の集団に異なる形で関わる法律に従わないことは道徳的に間違っていない」とも述べた。
アラバマ州は、黒人から投票権を奪い、不当な法律によって白人至上主義を維持するなど”あらゆる悪賢い方法”を使ってきた。隔離法は不道徳であり、不当である。「なぜなら隔離は魂を歪め、人格を傷つけるからだ。それは隔離する側に誤った優越感を与え、隔離される側に誤った劣等感を与えるからだ」。公共の場で行う行進の許可制のような正当な法律でさえ、不正な制度を支持するために使われる場合は不正であるとしている。

### 「公民権運動が過激」批判への異議
キング牧師は、公民権運動が「過激」であるという非難に対して、まずそのレッテルに異議を唱えた。当時の他の運動と比較してキング牧師は自分自身を穏健派と見なしていたが、自分の大義に献身するがあまりに自ら過激派になっていったと述べた。ただ、イエスや他の偉大な改革者たちも過激派であり、ドワイト・アイゼンハワー大統領は、公民権運動の指導者と会うことは、クー・クラックス・クランと会うことになるからできないと主張したことを例に挙げて「だから問題は、私たちが過激派になるかどうかではなく、どのような過激派になるかだ。憎しみのための過激派になるのか？それとも愛のための過激派になるのか？」と次にその非難を受け入れることによって対処した。
キング牧師は、白人穏健派ともう一派の「ニグロ・コミュニティーの反対勢力」の両方に対して、概ね落胆させるものだと表明した。聖職者を含む白人穏健派は、白人至上主義者に匹敵する挑発をしていると書いており、「善意ある人々の浅い理解は、悪意ある人々の絶対的な誤解よりも苛立たしいものである。善意ある人々の浅い理解は、悪意ある人々の絶対的な誤解よりも苛立たしい。ぬるい受容は、明白な拒絶よりもずっと当惑させるものだ。」と言及している。キング牧師は、白人教会は筋を通さないと、"無関係な社交クラブ "として世間から見放されてしまうだろうと断言した。また、黒人社会については「自己満足の”何もしない主義”や黒人民族主義者の憎しみや絶望に従う必要はない」と記している。

### 書簡の結び
書簡の結びとして、キング牧師はバーミングハム警察が非暴力的に秩序を維持していることを聖職者たちが賞賛していることを批判した。「最近の警察による非暴力の公的な示威活動は、彼らの典型的な黒人に対する扱いとは全く対照的であり、 "隔離という悪のシステムを維持する "ことをアピールするのに役立っていたのだ。道徳的な目的を達成するために不道徳な手段を用いることは間違っているが、不道徳な目的を維持するために道徳的な手段を用いることもまた間違っているのだ。」と言及している。キング牧師は警察の代わりに、バーミングハムの非暴力デモ隊に対して「彼らの崇高な勇気、苦しむことをいとわない姿勢、そして大きな挑発の中での驚くべき規律、いつの日か南部は真の英雄が誰かを認識するだろう」を賞賛した。

## 出版物
キング牧師は、当時手に入る唯一の紙であった新聞の余白に書簡を書いていたが、その後信頼できる人物から差し入れられた紙の断片にさらに書き加え、それを弁護士に渡した。それを運動本部に持ち帰ると、牧師のワイアット・ティー・ウォーカーと秘書のウィリー・パール・マッキーが、ジグソーパズルのようにバラバラとなった原稿の編集を始めた。最終的には弁護士が刑務所に置いていくことが許されたレターパッドで原稿を仕上げることができた。
ニューヨーク・タイムズ・マガジンの編集者ハーヴェイ・シャピロは、同誌へ掲載するためにキング牧師に書簡を書くように依頼したが、同誌は掲載しなかった。しかし、キング牧師本人の同意なく、この書簡の抜粋として1963年5月19日付けのニューヨーク・ポスト日曜版に掲載された。この書簡は、『バーミングハム刑務所からの手紙』というタイトルを付けて『リベレーション』誌1963年6月号、『クリスチャン・センチュリー』誌1963年6月12日号、『ニュー・リーダー』誌1963年6月24日号に初めて掲載された。この書簡は夏が深まるにつれて人気を集め『プログレッシブ』誌1963年7月号に「愛の涙（Tears of Love）」という見出しで、『アトランティック』誌1963年8月号に「黒人はあなたの兄弟である（The Negro Is Your Brother）」という見出しで再掲載するに至った。なお、キング牧師は1964年の著書『Why We Can't Wait』に全文版を収録している。この書簡は、1964年から1968年にかけて大学の作文コース用に出版された読本325冊のうち58冊にアンソロジーとして収録され、うち50回ほどは再版後も収録された。
アラバマ州選出のダグ・ジョーンズ上院議員（民主党）は、米国上院在任中の2019年と2020年に、毎年超党派でこの書簡の朗読を主導していた。その後、ジョーンズが選挙で敗北した際には、朗読の主導をオハイオ州選出のシェロッド・ブラウン上院議員に引き継いだ。